# Завірюха Микола Андрійович
Микола Андрійович Завірюха  (нар. 1909 — 1943) — Герой Радянського Союзу (1944).

## Біографія
Народився у 1909 р. в с. Заплавка (зараз Магдалинівського району Дніпропетровської області) в сім'ї робітника. Українець. Закінчив 7 класів. Працював директором швацької майстерні в смт. Сахновщина Харківської обл.
У Червоній Армії з вересня 1941 року, а на фронті німецько-радянської війни з грудня того ж року. Бойове хрещення отримав в одному з жорстоких боїв під Москвою. Був поранений і ненадовго вибув зі строю. Потім воював на Волзі, брав участь в наступі на Курській Дузі і визволяв Харків.
У вересні 1943 року 25-та гвардійська стрілецька дивізія, в котрій він служив, вийшла на лівий берег Дніпра, південніше міста Дніпропетровська, Форсувавши річку в ніч з 25 на 26 вересня 1943 року в районі села Військове (Солонянський район, Дніпропетровської області. У ніч, 26 вересня 1943 р. коли перетнули вже середину річки була виявлена десантна група дивізії. Підсвітивши переправу запалювальними ракетами, гітлерівці відкрили вогонь. Дніпро бушувало від вибухів.

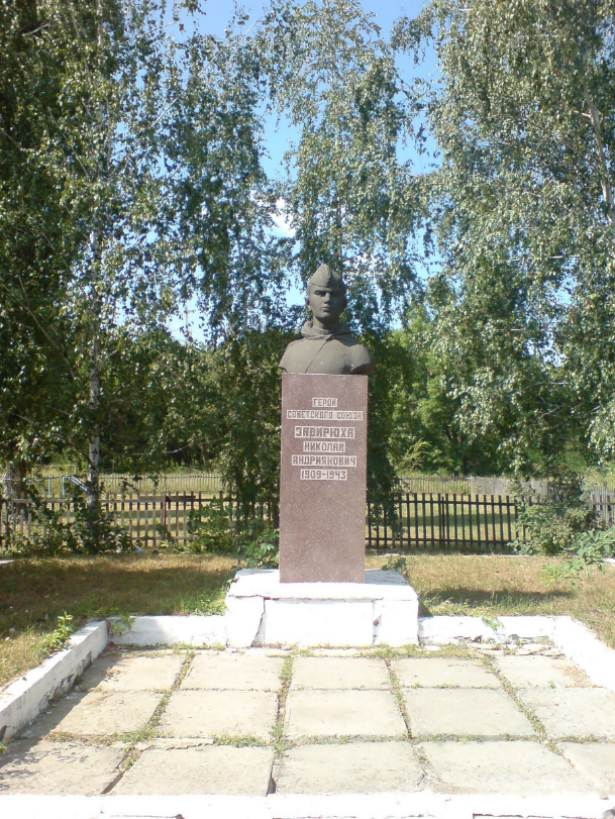
Памятник М. А. Завірюхі у с. Заплавка

Понтонери, маневруючи між вибухами йшли до берега. Причаливши на поромі біля балки, десантники швидко підійнялися на берег і кинулися до ворожих позицій, зав'язали бій. Завірюха першим увірвався в траншею і знищив декілька гітлерівців. Гітлерівці вибиті, але гвардійці спрямувалися вперед і підійшли до висоти 130,3. Бій був запеклий, але не тривалий. Висота була панівною, і противник втрачав контроль над переправою. Гвардії рядовий Завірюха одним з перших опинився на висоті. Противник контратакував. Разом з бійцями відбив п'ять контратак, знищивши з артилеристами і кулеметниками до 2-х батальйонів піхоти. Було підбито 4 танки. У напружений момент бою, коли в запеклій сутичці загинув командир взводу, гвардіїв рядовий Завірюха очолив підрозділ і повів його в штикову контратаку. Воїни оволоділи ділянкою третьої траншеї противника і захопили дев'ять полонених. Коли успіх бою був вже близьким, ворожа куля вбила героя.
19 березня 1944 року за мужність й героїзм, проявлені при форсуванні Дніпра і утриманні плацдарму на його правому березі гвардії червоноармійцу Завірюсі Миколаю Андрійовичу посмертно присвоєно звання Героя Радянського Союзу.

### Вшанування пам'яті
В селі Заплавка встановлено бюст Миколи Андрійовича Завірюхи.